# Lanfeust z Troy
Lanfeust z Troy (fr. Lanfeust de Troy) – francuska seria komiksowa z gatunku fantasy autorstwa Christophe’a Arlestona (scenariusz) i Didiera Tarquina (rysunki), publikowana przez wydawnictwo Soleil pierwotnie w latach 1994–2000 i reaktywowana w 2021. Polskim wydawcą serii jest Egmont Polska. Powiązana jest ona z innymi cyklami komiksowymi: Lanfeust w kosmosie, Trolle z Troy, Brzdące z Troy, Zdobywcy Troy, Odyseja Lanfeusta, Cixi z Troy oraz niepublikowanymi w Polsce: Lanfeust Quest i Les Légendes de Troy.

## Fabuła
Troy to planeta, na której prawie wszyscy ludzie posiadają magiczne moce. Zamieszkują ją wspólnie z trollami, które są stworzeniami cywilizowanymi, lecz żyją skłócone z ludźmi. Młody kowal Lanfeust ma moc topienia metalu. Spotyka kawalera Or Azur, który posiada miecz z rękojeścią wykonaną z kości Magohamotha, legendarnej magicznej istoty. Obecność kości Magohamotha sprawia, że Lanfeust zyskuje specjalną aurę magiczną, która czyni go niezwykle potężnym. Chcąc wyjaśnić to tajemnicze zjawisko, wyrusza do wiecznego miasta Eckmul, siedziby mistrzów i mędrców magicznej akademii. W podróży towarzyszy mu mistrz Nikoled oraz dwie jego córki: ciemnowłosa C'ixi potrafiąca manipulować wodą oraz jasnowłosa C'ian posiadająca moc leczniczą. W drodze do miasta Eckmul zostają zaatakowani przez dzikiego trolla Hebiusa, który pod wpływem czarów mistrza Nikoleda staje się łagodny i postanawia towarzyszyć im w wyprawie. W mieście Eckmul Lanfeust dowiaduje się o niebezpiecznym piracie Thanosie, który posiada zdolność teleportacji pomiędzy odwiedzonymi miejscami. Wyrusza w poszukiwaniu kawalera Or Azur i jego miecza, chcąc nie dopuścić do przejęcia artefaktu przez Thanosa.

## Tomy
| Tom | Tytuł i rok wydania polskiego     | Tytuł i rok wydania oryginalnego           |
| --- | --------------------------------- | ------------------------------------------ |
| 1   | Kość Magohamotha (2001)           | L'Ivoire du Magohamoth (1994)              |
| 2   | Thanos pirat (2001)               | Thanos l'incongru (1995)                   |
| 3   | Zamek Or Azur (2002)              | Castel Or-Azur (1996)                      |
| 4   | Odsiecz z Eckmul (2002)           | Le Paladin d'Eckmül (1996)                 |
| 5   | Wizja wieszczka (2002)            | Le Frisson de l'haruspice (1997)           |
| 6   | Cesarzowa C'ixi (2003)            | C'ixi impératrice (1998)                   |
| 7   | Fetaury umierają w ukryciu (2003) | Les Pétaures se cachent pour mourir (1999) |
| 8   | Mityczna bestia (2004)            | La Bête fabuleuse (2000)                   |
| 9   |                                   | La Forêt noiseuse (2021)                   |

## Wydania zbiorcze
| Tom | Tytuł i rok wydania polskiego                   | Zawartość                                                                     |
| --- | ----------------------------------------------- | ----------------------------------------------------------------------------- |
| 1   | Lanfeust z Troy – wydanie zbiorcze tom 1 (2017) | Kość Magohamotha, Thanos pirat, Zamek Or Azur, Odsiecz z Eckmul               |
| 2   | Lanfeust z Troy – wydanie zbiorcze tom 2 (2018) | Wizja wieszczka, Cesarzowa C'ixi, Fetaury umierają w ukryciu, Mityczna bestia |